# Hubert Masbourg
Hubert-Joseph Masbourg (Bastenaken, 4 oktober 1778 - Luik, 20 augustus 1851) was lid van het Belgisch Nationaal Congres en magistraat. 

## Levensloop
Masbourg behaalde zijn licentiaat in de rechten en werd advocaat. Hij werd weldra gemeenteraadslid van Bastenaken en enkele jaren later burgemeester. Hij was lid van de Provinciale Staten van Luxemburg (1822-1830) en gedeputeerde (1826-1830).
Bij de herschikking van het rechterlijk apparaat van oktober 1830 werd hij raadsheer bij het hof van beroep in Luik en bekleedde dit ambt tot aan zijn dood.
Hij werd tot lid van het Nationaal Congres verkozen voor het arrondissement Bastenaken. Hij stemde: voor de onafhankelijkheidsverklaring, voor de eeuwigdurende uitsluiting van de Nassaus, voor het tweekamerstelsel, voor de benoeming van de senaat door de koning maar wat later voor de verkiezing zoals de Kamer, voor de hertog van Nemours, voor Félix de Mérode als regent, voor Leopold van Saksen Coburg, tegen het Verdrag der XVIII artikelen.